# 西尾竹英
西尾 竹英（にしお たけひで、1971年12月2日 - ）は、日本のプロスカッシュプレイヤー。

## 人物・略歴
- 愛知県知立市出身、名城大学理工学部卒業。全日本選手権優勝2回。
- 妻の西尾麻美もプロスカッシュプレイヤーとして活躍し、2005年には夫婦で全日本選手権に優勝した。
- 現役時代のプレースタイルはタッチ・ゲームセンスが抜群で、選手やコーチも多く育てコーチィングも高く評価されている。
- 現在はスポーツメーカーの日本総代理店の権利を取得して会社経営も行っている。
- スポーツビジネス以外では語学学校の経営、ショッピングモールの経営も3年前から行っている。
- 2011年5月には新たにカフェバーもこだわり抜いたコンセプトで開業。いろんなスポーツのユーザーが集まる空間として噂のお店として評価されている。

## 主な戦績
- 2000年・全日本選手権3位
- 2001年・全日本選手権3位
- 2001年・世界選手権日本代表
- 2002年・全日本選手権優勝
- 2002年・世界選手権日本代表
- 2002年・アジアスカッシュ選手権日本代表
- 2003年・世界選手権日本代表
- 2005年・全日本選手権優勝